# Universidad Telemática Pegaso
La Universidad Telemática Pegaso (en italiano: Università Telematica "Pegaso", UNIPEGASO) es una universidad privada de educación a distancia italiana cuya sede administrativa se ubica en Nápoles.

## Historia
La Universidad fue fundada como sociedad por acciones a manos de Danilo Iervolino, titular de una red de institutos de recuperación escolar en Nápoles, que mantuvo el cargo de presidente del Consejo de Administración de la sociedad.
En 2006, el Ateneo obtuvo la acreditación del Ministerio y fue autorizado a crear y ofrecer cursos de licenciatura en Derecho y Ciencias de la Educación.

## Organización
La Universidad actualmente ofrece 10 grados en:
- Derecho
- Ingeniería Civil
- Turismo
- Economía Empresarial
- Deportes y Educación física
- Ciencias de la Educación
- Ciencias Pedagógicas
- Management del Deporte y de las Actividades Motoras
- Ciencias Económicas
- Ingeniería de Seguridad[5]

### Sedes
- Centro Direzionale di Napoli Isola F2, Nápoles: sede administrativa
- Palazzo Zapata, Nápoles: sede de representación
- Palazzo Bonadies Lancellotti, Roma: sede del Rectorado

A éstas se añaden 75 centros de exámenes en toda Italia.

## Rectores
- Giovanni di Giandomenico (2006-2015)
- Alessandro Bianchi (2015-2019)
- Michele Corsi (2019-2023)
- Pierpaolo Limone (desde el 9 de enero de 2023)[1]

## Condena Judicial
En 2019, Danilo Iervolino, Presidente y fondator de la Universidad, fue implicado en una investigación judicial por un presunto caso de corrupción vinculado al Ministerio de Trabajo. La principal acusación giraba en torno a la contratación de Antonio Rossi, hijo de la funcionaria de alto rango Concetta Ferrari, en la Universidad Telemática Pegaso. Este empleo habría sido un "recompensa" para Ferrari, quien, utilizando su influencia, facilitó la división del patronato Encal-Inpal en dos entidades separadas: Encal-Cisal e Inpal.
Esta división, inicialmente rechazada por el Ministerio, habría generado importantes beneficios económicos para los nuevos patronatos. Iervolino habría gestionado la operación en colaboración con Francesco Cavallaro, Secretario General de Cisal (sentenciado a cinco años de prisión), y Mario Rosario Miele, colaborador de Iervolino (sentenciado a dos años y ocho meses).
Francesco Fimmanò, director científico de Pegaso, fue absuelto, mientras que Ferrari y otros implicados siguen en juicio. El caso generó preguntas sobre posibles conflictos de interés y favoritismos en las instituciones públicas y universidades privadas.